# Cornette (coiffe)
Pour les articles homonymes, voir Cornette.

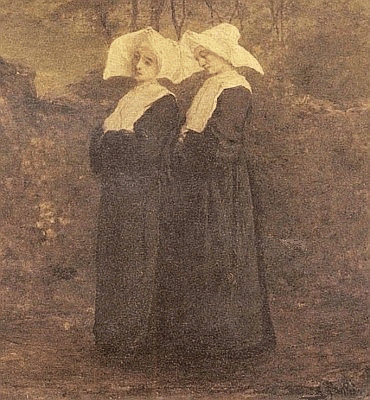
Sœurs de la Charité portant des cornettes, peinture d’Amand Gautier (1825–1894).

La cornette est une coiffe de tissu blanc portée par les sœurs de Saint Vincent de Paul jusqu'au début des années 1960.

## Utilisation par les Filles de la Charité
La cornette a été conservée comme un vêtement distinctif dans les temps modernes par les Filles de la Charité, une société catholique romaine de vie apostolique fondée par saint Vincent de Paul au milieu du XVIIe siècle. Le fondateur voulait que les sœurs de ce nouveau type de congrégation religieuse de femmes, qui s'occupent des malades et des pauvres, et ne sont pas tenues de rester dans leur cloître, ressemblent autant que possible aux femmes de la classe moyenne ordinaire dans leurs vêtements, y compris le port de la cornette. 
Après que la cornette est tombée en désuétude, elle est devenue une caractéristique distinctive des Filles de la Charité, faisant de la leur l'une des habitudes religieuses les plus largement reconnues. En raison de la cornette, elles étaient connues en Irlande sous le nom de « religieuses papillon ».
Aux États-Unis, les Filles de la Charité ont porté de larges cornettes blanches pendant 114 ans, de 1850 à 1964. Avec Vatican II, les habitudes de la religieuse ont été modernisées pour revenir à des vêtements qui reflètent mieux leur rôle caritatif et leur travail avec les pauvres et les infirmes.